# امپراتور ژنزونگ

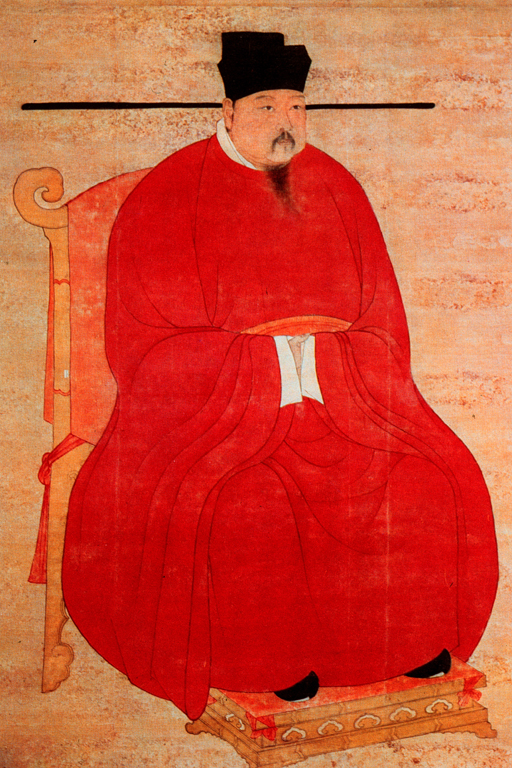
امپراتور ژنزونگ

امپراتور ژنزونگ (۲۳ دسامبر ۹۶۸-۲۳ مارس ۱۰۲۲ میلادی) سومین امپراتور دودمان سونگ بود که از سال ۸ مه ۹۹۷ تا ۲۳ مارس ۱۰۲۲ بر چین فرمان راند(اما امپراتور ژنزونگ بعد از بیماری شدیدی که او را ناتوان کرده بود از فوریه سال ۱۰۲۰ میلادی او دیگر تواند حکومت نداشت و غالبا حکومت رسما در دست همسر دومش امپراتریس لیو بود) امپراتور ژنزونگ پسر سوم تای‌زونگ و بانو لی بود.
با مرگ ژنزونگ پسرش امپراتور رنزونگ به حکومت رسید.